# The Gene of AI
The Gene of AI (AIの遺電子, AI no Idenshi) est une série de manga écrite par et illustrée par Kyūri Yamada (ja). Elle est prépubliée au Japon de novembre 2015 à août 2015 dans le magazine hebdomadaire Weekly Shōnen Champion de la maison d'édition Akita Shoten. Une deuxième série est prépubliée  est de octobre 2017 à juin 2019. Une adaptation manga illustrée par Funa Yukina, est prépubliée dans le Monthly Comic Alive depuis août 2019 dans le magazine hebdomadaire Bessatsu Shōnen Champion. Dans le même magazine, une troisième série est prépubliée depuis juillet 2020. Une adaptation en série télévisée d'animation produite par le studio Madhouse est diffusée de juillet 2023 à septembre 2023.

## Synopsis
L'histoire se passe dans un futur proche et suit Hikaru Sudô, un médecin spécialisé dans le soin des « humanoïdes ». En effet, 10% de la population peuplé d'humanoïdes, des robots à forme humaine. Hikaru va suivre plusieurs cas différents et être témoins de drames mais aussi d'évènements plus joyeux lui faisant réfléchir sur le cas des robots dans la société.

## Personnages
Hikaru Sudō (須堂 光, Sudō Hikaru)
Voix japonaise : Takeo Ōtsuka
Risa Higuchi (樋口 リサ, Higuchi Risa)
Voix japonaise : Yume Miyamoto (ja)
Jay (ジェイ, Jei)
Voix japonaise : Mutsuki Iwanaka (ja)
Kaoru (カオル)
Voix japonaise : Natsumi Takamori

## Manga
La série est écrite et illustrée par Kyūri Yamada et est publiée dans le magazine de prépublication de shônen manga Weekly Shōnen Champion de Akita Shoten depuis le 5 novembre 2015 et s'est terminé le 24 août 2017. Un premier volume en format tankōbon est sorti le 8 avril 2016 et s'est terminé le 8 novembre 2017 avec un total de 8 volumes. Un séquelle du nom de AI no Idenshi: Red Queen (AIの遺電子 RED QUEEN) est publiée dans le magazine de prépublication Bessatsu Shōnen Champion depuis le 12 octobre 2017 et s'est terminé le 12 juin 2019. Un premier volume tankōbon est sorti le 6 avril 2018 et s'est terminé le 8 août 2019 avec un total de 5 volumes. Une troisième série du nom de AI no Idenshi: Blue Age (AIの遺電子 Blue Age) et est également publiée dans le Bessatsu Shōnen Champion. Sa publication a commencé le 10 juillet 2020. Un premier volume tankōbon est sorti le 8 avril 2020 et depuis le 8 juillet 2024, 8 volumes sont sortis.

### Liste des volumes

#### The Gene of AI
| no | Japonais        | Japonais          |
| no | Date de sortie  | ISBN              |
| -- | --------------- | ----------------- |
| 1  | 8 avril 2016    | 978-4-253-22096-5 |
| 2  | 8 juillet 2016  | 978-4-253-22097-2 |
| 3  | 7 octobre 2016  | 978-4-253-22098-9 |
| 4  | 8 décembre 2016 | 978-4-253-22099-6 |
| 5  | 8 mars 2017     | 978-4-253-22100-9 |
| 6  | 8 juin 2017     | 978-4-253-22114-6 |
| 7  | 8 août 2017     | 978-4-253-22115-3 |
| 8  | 8 novembre 2017 | 978-4-253-22116-0 |

#### AI no Idenshi: Red Queen
| no | Japonais        | Japonais          |
| no | Date de sortie  | ISBN              |
| -- | --------------- | ----------------- |
| 1  | 6 avril 2018    | 978-4-253-21166-6 |
| 2  | 8 août 2018     | 978-4-253-21167-3 |
| 3  | 7 décembre 2018 | 978-4-253-21168-0 |
| 4  | 8 avril 2019    | 978-4-253-21169-7 |
| 5  | 8 août 2019     | 978-4-253-21170-3 |

#### AI no Idenshi: Blue Age
| no | Japonais        | Japonais          |
| no | Date de sortie  | ISBN              |
| -- | --------------- | ----------------- |
| 1  | 8 avril 2021    | 978-4-253-29161-3 |
| 2  | 6 août 2021     | 978-4-253-29162-0 |
| 3  | 7 janvier 2022  | 978-4-253-29163-7 |
| 4  | 7 juillet 2022  | 978-4-253-29164-4 |
| 5  | 8 décembre 2022 | 978-4-253-29165-1 |
| 6  | 8 juin 2023     | 978-4-253-29166-8 |
| 7  | 8 novembre 2023 | 978-4-253-29167-5 |
| 8  | 8 juillet 2024  | 978-4-253-29168-2 |
| 9  | 6 décembre 2024 | 978-4-253-29169-9 |

## Anime
Une adaptation en anime est annoncée le 8 décembre 2022. La série est animée par le studio Madhouse et réalisée par Yuzo Sato, avec Ryunosuke Kingetsu (ja) en tant que scénariste. Tsuchiya s'occupant du design des personnages et assurant également la fonction de directeur d'animation en chef, et Takashi Ohmama et Natsumi Tabuchi composant la musique de la série. L'effet 3D dans le premier épisode est géré par Unreal_Engine 5. La série est diffusée du 8 juillet 2023 au 30 septembre 2023 sur la chaîne japonaise MBS. La série est licenciée par Crunchyroll pour les pays francophones,.
Aile The Shota interprète le générique de début intitulé No Frontier", tandis que Greeeen interprète le générique de fin intitulé Wasurenagusa (勿忘草).

### Liste des épisodes
| No | Titre français               | Titre japonais | Titre japonais   | Date de 1re diffusion |
| No | Titre français               | Kanji          | Rōmaji           | Date de 1re diffusion |
| -- | ---------------------------- | -------------- | ---------------- | --------------------- |
| 1  | Sauvegarde                   | バックアップ   | Bakkuappu        | 8 juillet 2023        |
| 2  | Les limites de la croissance | 成長限界       | Seichō genkai    | 15 juillet 2023       |
| 3  | La demeure de l'âme          | 心の在処       | Kokoro no arika  | 22 juillet 2023       |
| 4  | Quatre cas                   | 4つのケース    | Yottsu no kēsu   | 29 juillet 2023       |
| 5  | Accordage                    | 調律           | Chōritsu         | 5 août 2023           |
| 6  | Robot                        | ロボット       | Robotto          | 12 août 2023          |
| 7  | Humain                       | 人間           | Ningen           | 19 août 2023          |
| 8  | Confession                   | 告白           | Kokuhaku         | 2 septembre 2023      |
| 9  | Une juste société            | 正しい社会     | Tadashii shakai  | 9 septembre 2023      |
| 10 | Le monde à venir             | 来るべき世界   | Kitarubeki sekai | 16 septembre 2023     |
| 11 | Tu Fui                       | トゥー・フィー | Tū Fī            | 23 septembre 2023     |
| 12 | Départ                       | 旅立ち         | Tabidachi        | 30 septembre 2023     |

## Réception
The Gene of AI s'est classé 14e dans la liste des meilleurs mangas pour lecteur masculins de Kono Manga ga Sugoi! de Takarajimasha en 2017. Il gagne le prix d'excellence à la 21e édition du Japan Media Arts Festival de 2018.

### Annotations
1. ↑  Les titres français de l'adaptation en anime proviennent de Crunchyroll.

### Œuvres
Édition japonaise
The Gene of AI
1. 1 2  (ja) « AIの遺電子 第1巻 », sur Akita Shoten (consulté le 17 août 2023)
2. 1 2  (ja) « AIの遺電子 第2巻 », sur Akita Shoten (consulté le 17 août 2023)
3. 1 2  (ja) « AIの遺電子 第3巻 », sur Akita Shoten (consulté le 17 août 2023)
4. 1 2  (ja) « AIの遺電子 第4巻 », sur Akita Shoten (consulté le 17 août 2023)
5. 1 2  (ja) « AIの遺電子 第5巻 », sur Akita Shoten (consulté le 17 août 2023)
6. 1 2  (ja) « AIの遺電子 第6巻 », sur Akita Shoten (consulté le 17 août 2023)
7. 1 2  (ja) « AIの遺電子 第7巻 », sur Akita Shoten (consulté le 17 août 2023)
8. 1 2  (ja) « AIの遺電子 第8巻 », sur Akita Shoten (consulté le 17 août 2023)

AI no Idenshi: Red Queen
1. 1 2  (ja) « AIの遺電子 RED QUEEN 第1巻 », sur Akita Shoten (consulté le 17 août 2023)
2. 1 2  (ja) « AIの遺電子 RED QUEEN 第2巻 », sur Akita Shoten (consulté le 17 août 2023)
3. 1 2  (ja) « AIの遺電子 RED QUEEN 第3巻 », sur Akita Shoten (consulté le 17 août 2023)
4. 1 2  (ja) « AIの遺電子 RED QUEEN 第4巻 », sur Akita Shoten (consulté le 17 août 2023)
5. 1 2  (ja) « AIの遺電子 RED QUEEN 第5巻 », sur Akita Shoten (consulté le 17 août 2023)

AI no Idenshi: Blue Age
1. 1 2  (ja) « AIの遺電子 Blue Age 第1巻 », sur Akita Shoten (consulté le 17 août 2023)
2. 1 2  (ja) « AIの遺電子 Blue Age 第2巻 », sur Akita Shoten (consulté le 17 août 2023)
3. 1 2  (ja) « AIの遺電子 Blue Age 第3巻 », sur Akita Shoten (consulté le 17 août 2023)
4. 1 2  (ja) « AIの遺電子 Blue Age 第4巻 », sur Akita Shoten (consulté le 17 août 2023)
5. 1 2  (ja) « AIの遺電子 Blue Age 第5巻 », sur Akita Shoten (consulté le 17 août 2023)
6. 1 2  (ja) « AIの遺電子 Blue Age 第6巻 », sur Akita Shoten (consulté le 17 août 2023)
7. 1 2  (ja) « AIの遺電子 Blue Age 第7巻 », sur Akita Shoten (consulté le 6 septembre 2023)
8. 1 2  (ja) « AIの遺電子 Blue Age 第8巻 », sur Akita Shoten (consulté le 22 août 2024)
9. 1 2  (ja) « AIの遺電子 Blue Age 第9巻 », sur Akita Shoten (consulté le 13 octobre 2024)